# Стів Колперт
Стів Колперт (нід. Steve Colpaert, нар. 13 вересня 1986, Еттербек) — бельгійський футболіст, що грав на позиції захисника.
Виступав, зокрема, за клуби «Брюссель», «Зюлте-Варегем» та «Антверпен», а також національну збірну Бельгії.

## Клубна кар'єра
Стів Колперт розпочав виступи в дорослому футболі 2004 року у складі команди «Брюссель», в якій грав до 2008 року, взявши участь у 61 матчі чемпіонату.
У 2008 році Колперт перейшов до складу клубу «Зюлте-Варегем», в якому грав до 2015 року, та провів у його складі понад 200 матчів чемпіонату. У 2015 році перейшов до клубу «Антверпен», у складі якого провів наступні 5 років своєї кар'єри гравця.
У 2020—2021 роках футболіст грав у команді «Ендрахт», проте зіграв у її складі лише 2 матчі, після чого завершив кар'єру футболіста.

## Виступи за збірні
У 2004—2005 роках Стів Колперт залучався до складу юнацьких збірних Бельгії різних вікових груп, загалом на юнацькому рівні зіграв у 15 матчах. З 2005 року Колперт грав у складі молодіжної збірної Бельгії. У складі молодіжної збірної футболіст брав участь у молодіжному чемпіонаті Європи 2007 року, на якому бельгійська збірна дійшла до півфіналу.
У 2010 році Стів Колперт провів свій єдиний матч у складі національної збірної Бельгії.